# Патрик Шик
Патрик Шик (на чешки: Patrik Schick) е чешки футболист, нападател, който играе за Байер Леверкузен.

## Кариера
Шик прави своя дебют за Спарта Прага на 3 май 2014 г. при загубата с 1:3 от Теплице. Играе като преотстъпен в Бохемианс 1905 през 2015 г.

### Сампдория
Подписва със Сампдория през юни 2016 г. за 4 млн. евро. В първия си сезон в Италия, той играе 32 мача и вкарва 11 гола за Сампдория. Отказва да удължи договора си през май 2017 г., очаквайки трансфер в друг клуб. През юни 2017 г. Ювентус задейства клаузата му за освобождаване на стойност 30 млн. евро. Шик обаче не успява да премине медицинските прегледи, след като му откриват проблем със сърцето и Ювентус се отказва от сделката на 18 юли. Впоследствие, Интер Милано също е близо до споразмение с Шик, но то пропада.

### Рома
На 29 август 2017 г. Шик се присъединява към Рома под наем за 5 млн. евро. Клубът има задължението да го закупи, след като са постигнати определени спортни цели, с първоначална сума от 9 млн. евро плюс бонуси от 8 млн. Освен това, ако Шик бъде продаден от Рома преди 1 февруари 2020 г., Сампдория ще получи 20 млн. евро или 50% от трансфера, в зависимост от това коя цифра е по-голяма. Въпреки това, Сампдория ще получи 20 млн. евро през февруари 2020 г., след като трансферният прозорец приключи. Ако се включат всички бонуси, цената от 42 млн. евро ще счупи предишния клубен рекорд на Рома от 36 млн. за Габриел Батистута.

#### РБ Лайпциг (наем)
На 2 септември 2019 г. РБ Лайпциг обявява подписването на Шик под наем с опция да го купи за постоянно.

### Байер Леверкузен
На 8 септември 2020 г. Шик се присъединява към Байер Леверкузен с петгодишен договор срещу 26,5 милиона евро плюс бонуси.

## Отличия
Спарта Прага
- Гамбринус лига: 2013/14
- Купа на Чехия: 2013/14
- Суперкупа на Чехия: 2014

Байер Леверкузен
- Бундеслига: 2023/24[11]
- Купа на Германия: 2023/24[12]
- Суперкупа на Германия: 2024[13]